# Литургия апостола Марка
Литурги́я апо́стола Ма́рка — литургия александрийского типа. По преданию, её автором является апостол и евангелист Марк, ученик и сподвижник апостолов Петра, Павла и Варнавы.
Литургия апостола Марка является классическим образцом александрийской литургии. Она была распространена до XII века, причём не только в Александрийском патриархате, но и в других местах христианского мира. По настоянию Византии она была вытеснена и уступила даже в александрийской области место литургиям чисто византийского происхождения. Известна на греческом и коптском языках.

## История
Принадлежа по своему характеру к апостольскому преданию, — что вовсе не значит, что её автором был сам апостол и евангелист Марк, — Литургия в течение времени претерпела ряд влияний, изменений и дополнений.
Своей краткостью, чёткостью и выразительностью эта литургия действительно напоминает стиль апостола Марка. Эти особенности сделали её популярной: её служили не только в Александрии и Египте, но и в Сирии, Армении и Калабрийских монастырях Италии. Такая распространенность сильно беспокоила Византию, которая стремилась к подавлению местных богослужебных чинов. Канонист XII века Феодор Вальсамон говорит отрицательно об этой литургии, и вскоре после него по настоянию Константинополя служение её прекратилось в православных церквях Александрии, уступив место византийским литургиям Иоанна Златоуста и Василия Великого.
К концу Средневековья литургию апостола Марка служили только в египетских монастырях, но и там она претерпела позднейшие изменения и дополнения:
- Замена характерного для александрийских литургий возгласа «Господь со всеми вами» на византийский: «Благодать Господа нашего Иисуса Христа…».
- Влияние константинопольской проскомидии.
- Символ Веры.
- Песнь «Святый Боже…».

Впрочем, запрет на служение литургии апостола Марка носил административный характер, канонического запрещения служить эту литургию нет. Поскольку эта александрийская анафора не погрешает в структуре своей и в содержании отдельных молитв, в неё входящих, против православной традиции, нет никаких препятствий к её совершению и в наше время.

## Особенности
В настоящее время литургия апостола Марка служится по ранней записи XII века, которая имеет не первоначальный вид. Начинается она малым входом (с «Единородный Сыне…» и Трисвятым). Ектений об оглашенных нет. За последними прошениями ектений следуют молитвы иерея — не тайные, а возгласные (то есть произносимые вслух). Части литургии, начиная с великого входа, внесены из иерусалимских и константинопольских Литургий, кроме молитвы возношения (анафоры), в которой, как и почти во всех литургиях александрийского типа, ходатайственные молитвы (интерцессия) следуют сразу же после благодарения за творение мира (префации).